# 中国結び

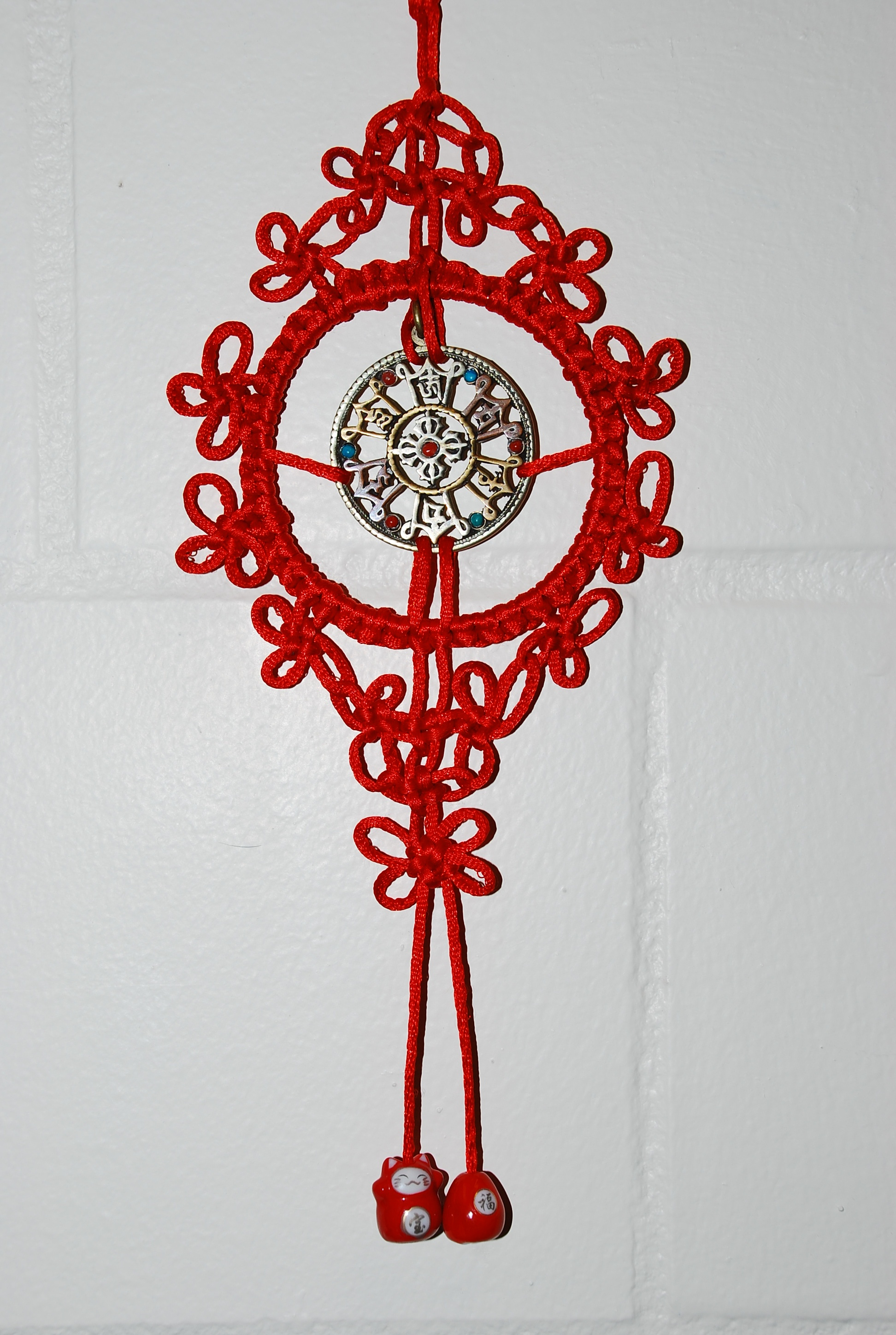
中国結び

中国結び（ちゅうごくむすび、簡体字: 中国结; 繁体字: 中國結; 拼音: Zhōngguó jié）とは、中国大陸及び台湾で考案・発展した、紐を用いた伝統工芸である。数種の基本結びと変化結び、それらの組み合わせより成る。中国結芸、結芸とも呼ばれる。
中国における装飾結びの歴史は古く、古くは春秋時代の遺物にその原型が認められる。当初の使用は王侯貴族に限られていたが、次第に一般にも広まっていった。唐代と清代に流行し、特に清代のときは結びの種類が増えたこともあり様々な技法で作られた。清代の小説紅楼夢にも中国結びの記述が見られ、流行のほどがうかがわれる。
服飾としては古くは腰に飾る玉の飾りや帯の結びなどに、時代が下ってからはボタンに使われるようになった。特に自宅で服を作る際には、共布でボタンを作って取り付けるのが普通であった。
家具としては椅子や屏風の装飾、引き出しの把手などにあしらわれた。
ほか楽器、扇、数珠など日常使う様々な道具類を結びで飾った。
その後中国大陸では、文化大革命の際に他の伝統工芸同様に多くが廃れてしまうが、台湾では大きな影響を受けず、日常に根付いていた。地方によって僅かな差異を持っていた台湾の中国結びを、初めて体系的にまとめ上げたのは陳夏生である。陳は1980年に中国結びの技法と作例をまとめた「中國結」を著した。これは「中国結び」の語が使われた最初であるとともに台湾における中国結びブームの火付け役となり、これ以降中国結びは多くの人に楽しまれるようになった。
現在台湾では多くの講師と教室があり、手芸の1ジャンルとして確固たる地位を築いている。大小の展覧会が開かれ、講師の認定試験も毎年行われている。また中国ではかつてはみやげ物・縁起物として簡単な中国結びの製造・輸出を行うに留まっていたが、台湾の技法書や材料が持ち込まれるようになり、次第に民間レベルでも盛んになってきている。近年は高度な技法の結びも考案されている。